# Nardeae
Nardeae W.D.J. Koch é uma tribo da subfamília Stipoideae e contém apenas um género, Nardus.